# Zdeněk Klimeš
Zdeněk Klimeš (* 11. září 1946, Brno) je bývalý český fotbalista, útočník. Jeho bratrem je bývalý fotbalista Jan Klimeš.

## Fotbalová kariéra
V lize hrál za Slavii Praha a Zbrojovku Brno. V naší nejvyšší soutěži odehrál 126 utkání a dal 31 gólů. V Poháru vítězů pohárů nastoupil v 15 utkáních. Vítěz Českého a finalista Československého poháru 1973. V nižších soutěžích hrál i za UD Příbram.

## Ligová bilance
| Ročník                                     | Zápasy | Góly | Klub           |
| ------------------------------------------ | ------ | ---- | -------------- |
| 1. československá fotbalová liga 1970/1971 | 15     | 6    | Slavia Praha   |
| 1. československá fotbalová liga 1971/1972 | 30     | 6    | Slavia Praha   |
| 1. československá fotbalová liga 1972/1973 | 28     | 10   | Slavia Praha   |
| 1. československá fotbalová liga 1973/1974 | 28     | 5    | Slavia Praha   |
| 1. československá fotbalová liga 1974/1975 | 5      | 1    | Slavia Praha   |
| 1. československá fotbalová liga 1975/1976 | 2      | 0    | Slavia Praha   |
| 1. československá fotbalová liga 1976/1977 | 18     | 3    | Zbrojovka Brno |
| Česká národní fotbalová liga 1978/1979     | -      | -    | UD Příbram     |
| CELKEM 1. liga                             | 126    | 31   |                |